# Símbolo de integral

O símbolo integral.

O símbolo ∫ é usado para denotar uma integral em matemática. A notação foi introduzida pelo matemático e filósofo alemão Gottfried Wilhelm Leibniz no final do século XVII.
O símbolo ∫ é U+222B em unicode, \int em LaTeX. Em HTML, se escreve &#x222b; em (hexadecimal), &#8747; (decimal) e &int;.